# Обермайзельштайн
Обермайзельштайн (нім. Obermaiselstein) — громада в Німеччині, знаходиться в землі Баварія. Підпорядковується адміністративному округу Швабія. Входить до складу району Оберальгой. Складова частина об'єднання громад Гернергруппе.
Площа — 25,02 км2. Населення становить 1002 ос. (станом на 31 грудня 2020).